# Pallacanestro alla XXVI Universiade
Il torneo di pallacanestro della XXVI Universiade si è svolto a Shenzhen, Cina, dal 13 al 22 agosto 2011. Al torneo maschile hanno partecipato 23 squadre, a quello femminile 15.

## Medagliere
| Posizione | Paese         |   |   |   | Totale |
| --------- | ------------- | - | - | - | ------ |
| 1         | Serbia        | 1 | 0 | 0 | 1      |
| 1         | Stati Uniti   | 1 | 0 | 0 | 1      |
| 3         | Canada        | 0 | 1 | 0 | 1      |
| 3         | Taipei Cinese | 0 | 1 | 0 | 1      |
| 5         | Australia     | 0 | 0 | 1 | 1      |
| 5         | Lituania      | 0 | 0 | 1 | 1      |
| Totale    | Totale        | 2 | 2 | 2 | 6      |